# Weight of the World
«Weight of the World» — п'ятий сингл другого студійного альбому американського рок-гурту «Evanescence» — «The Open Door». На CD пісня вийшла лише в Колумбії в обмеженій кількості примірників, а також стала радіо-синглом. Пісня написана Емі Лі та Террі Бальзамо.
На одному з інтерв'ю Емі Лі розповіла про пісню: «Я живу заради рок-пісень. Після змін у складі гурту, я думаю, що багато людей гадали, що наші пісні будуть схожі на «My Immortal». Але ж ця пісня Бена! Я завжди намагалася втягнути нас у більш божевільний напрямок. Тому пісні «Weight of the World», «Sweet Sacrifice» і «All That I'm Living For» дивовижні для мене тим, що кожен раз, виконуючи їх, особливо на сцені, в мене дуже зростає адреналін. Це просто неперевершене почуття!».

## Список пісень
| #  | Назва                 | Автор                  | Тривалість |
| -- | --------------------- | ---------------------- | ---------- |
| 1. | «Weight of the World» | Емі Лі, Террі Бальзамо | 3:32       |